# Liste von Kunstwerken im öffentlichen Raum in Köniz
Die Liste von Kunstwerken im öffentlichen Raum in Köniz beinhaltet öffentlich zugängliche Objekte in Köniz (Kanton Bern, Schweiz).
| Foto                          |                 | Objekt                        |  | Typ                    |  |                 | Teil von                           | Standort                       | Künstler             | Datierung          | Beschreibung                               |
| ----------------------------- | --------------- | ----------------------------- |  | ---------------------- |  | --------------- | ---------------------------------- | ------------------------------ | -------------------- | ------------------ | ------------------------------------------ |
| Ding 1ːX                      | Datei hochladen | Ding 1ːX                      |  | Installation           |  |                 | Bundesamt für Landestopografie     | Seftigenstrasse 258 · Wabern · | Florin Granwehr      | 1988               |                                            |
| Arche Noah                    | Datei hochladen | Arche Noah                    |  | Mosaik                 |  |                 | Bundesamt für Landestopografie     | Seftigenstrasse 264 · Wabern · | Fernand Giauque      | 1948               | Wandmosaik                                 |
| Windrose                      | Datei hochladen | Windrose                      |  | Skulptur, Kreiselkunst |  | Verkehrskreisel |                                    | Neuhausplatz · Liebefeld ·     | René Ramp            | 1995               | Skulptur auf Mittelinsel Kreisel           |
| Kunststeinplastik zwei Kinder | Datei hochladen | Kunststeinplastik zwei Kinder |  | Skulptur               |  |                 |                                    | Lilienweg 15c ·                | Karl Schenk          | 1952               | Statuen-Gruppe                             |
| Gedenk-Stele für Jean Gebser  | Datei hochladen | Gedenk-Stele für Jean Gebser  |  | Denkmal                |  | Denkmal         | Reformierte Kirche Wabern bei Bern | Werkstrasse 26a · Wabern ·     | Wolfgang Zät         | 14. September 2007 | Errichtet von der Jean-Gebser-Gesellschaft |
| BW                            | Datei hochladen | Papillon                      |  | Skulptur, Kreiselkunst |  | Verkehrskreisel |                                    | Papillonallee/Landorfstrasse · | Alvar Neuenschwander | 2017               | Installation in der Mitte des Kreisels     |
| The Guardian                  | Datei hochladen | The Guardian                  |  |                        |  |                 |                                    | Eichholz ·                     | Margret Hugi-Lewis   | 2002               | Baubewilligung 2005, Renovation 2014       |